# Willie Dixon

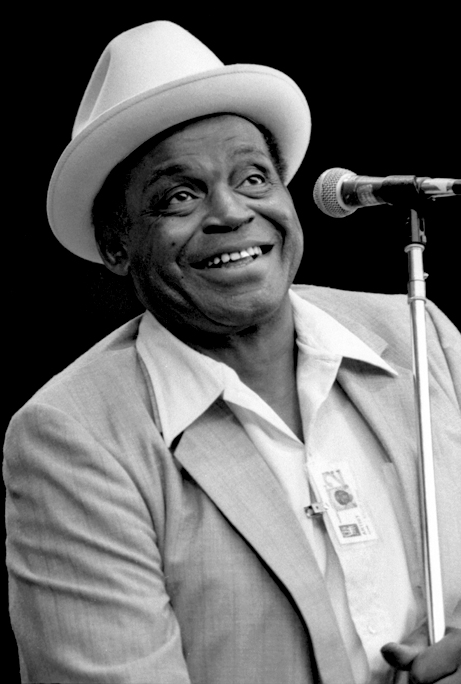
Willie Dixon, 1981

William James Dixon (* 1. Juli 1915 in Vicksburg, Mississippi; † 29. Januar 1992 in Burbank, Kalifornien) war einer der bedeutendsten US-amerikanischen Bluesmusiker (Gesang, Bass, Songwriter und Produzent).

## Leben und Werk
Dixon hat die Entwicklung des Chicago-Blues in den 1950er und 1960er Jahren entscheidend geprägt. Als Studiomusiker und Hausbassist bei Chess Records ist er auf zahlreichen Plattenaufnahmen zu hören. Als Bassist von Chuck Berry trug er auch zum Siegeszug des Rock ’n’ Roll bei. Zudem war Dixon als Songwriter und Produzent für die Chicagoer Blues-Label Chess Records und Checker Records eine regelrechte Songfabrik. Er schrieb viele der bedeutendsten Blues-Songs wie Hoochie Coochie Man, Evil oder Back Door Man, die vor allem in den Interpretation von Muddy Waters und Howlin’ Wolf bekannt wurden. Aber auch viele andere Blues-Legenden griffen seine Songs auf.
Einem breiten Publikum wurden seine Kompositionen bekannt, als in den 1960er Jahren britische Rockbands etliche Titel von Willie Dixon aufnahmen, beispielsweise die Rolling Stones (Little Red Rooster), Cream und Ten Years After (Spoonful), Led Zeppelin (I Can’t Quit You Baby). Auch Elvis Presley, Grateful Dead, Jimi Hendrix, The Doors und viele spätere Bands wie die Black Crowes interpretierten seine Songs (die Liste dieser Bands ist lang und bedeutend). Willie Dixon konnte mit einem gewissen Recht von sich sagen: „I Am the Blues“. Gleichzeitig gilt er als einer der wichtigsten Eckpfeiler der Rockgeschichte.
Ende der 1960er Jahre besann er sich wieder auf seine eigene Karriere und stellte verschiedene Begleitgruppen (Chicago Blues Allstars) auf, mit denen er auf Tournee ging.
1989 veröffentlichte Dixon eine Autobiografie unter dem Titel I am the Blues. Ein eindrucksvoller Höhepunkt seiner musikalischen Laufbahn kam 1988 heraus: Hidden Charms (mit den Stücken: Blues You Can’t Loose, I Don’t Trust Myself, Jungle Swing, Don’t Mess with the Messer, Study War No More, I Love the Life I Live, I Cry For You, Good Advice, I Do the Job). 1980 wurde er in die Blues Hall of Fame der Blues Foundation aufgenommen.
Am 29. Januar 1992 starb Willie Dixon im Alter von 76 Jahren an Herzversagen. 2010 wurde auch sein Song Spoonful in der Interpretation von Howlin’ Wolf in die Blues Hall of Fame (Classic of Blues Recording) aufgenommen. Der Rolling Stone listete Dixon 2015 auf Rang 51 der 100 größten Songwriter aller Zeiten.

## Diskografie
| Jahr | Titel                                               | Label            | Nummer    | Kommentar                                                     |
| 1959 | Willie’s Blues                                      | Bluesville       | BVLP-1003 | mit Memphis Slim                                              |
| 1960 | The Blues Every Which Way                           | Verve            | MGV-3007  | mit Memphis Slim                                              |
| 1960 | Songs of Memphis Slim and Willie Dixon              | Folkways         | FW-2385   | mit Memphis Slim                                              |
| 1962 | Memphis Slim & Willie Dixon at the Village Gate     | Folkways         | FA-2386   | live, mit Pete Seeger                                         |
| 1963 | In Paris: Baby Please Come Home!                    | Battle           | BM-6122   | with Memphis Slim, 1962                                       |
| 1965 | American Folk Blues                                 | Amiga            | 8 50 043  | with Hubert Sumlin, Clifton James, Sunnyland Slim, 01.11.1964 |
| 1969 | Loaded with the Blues                               | MPS              | 15 244 ST | mit den Chicago Blues Allstars                                |
| 1970 | I Am the Blues                                      | Columbia         | PC-9987   | mit den Chicago All-Stars                                     |
| 1971 | Willie Dixon’s Peace?                               | Yambo            | 777-15    | mit den Chicago Blues All Stars                               |
| 1973 | Catalyst                                            | Ovation          | OVQD-1433 | quadrophonische Langspielplatte                               |
| 1976 | What Happened to My Blues                           | Ovation          | OV-1705   |                                                               |
| 1983 | Mighty Earthquake and Hurricane                     | Pausa Records    | PR-7157   |                                                               |
| 1985 | Willie Dixon: Live (Backstage Access)               | Pausa            | PR-7183   | mit Sugar Blue und Clifton James, Montreux 1985               |
| 1988 | The Chess Box                                       | Chess Records    |           |                                                               |
| 1988 | Hidden Charms                                       | Bug              | C1-90593  | Grammy 1989                                                   |
| 1989 | Ginger Ale Afternoon                                | Varèse Sarabande | VSD-5234  | Soundtrack                                                    |
| 1990 | The Big Three Trio                                  | Legacy           | C-46216   | von 1947–1952                                                 |
| 1995 | The Original Wang Dang Doodle: The Chess Recordings | MCA              | 9353      | Compilation von 1954–1990                                     |
| 1996 | Crying the Blues: Live in Concert                   | Thunderbolt      | CDTB-166  | live mit Johnny Winter & the Chicago All Stars, Houston 1971  |
| 1998 | Good Advice                                         | Wolf             | 120.700   | live mit The Chicago All Stars, Long Beach 1991               |
| 1998 | I Think I Got the Blues                             | Prevue           | 17        |                                                               |
| 2001 | Big Boss Men – Blues Legends of the Sixties         | Indigo (UK)      | IGOXCD543 | live, Houston 1971–72 (6 Tracks)                              |

## Auswahl von Songs, auf denen Willie Dixon Bass spielte
Willie Dixon war für Chess Records auch als Sessionmusiker tätig. Er spielte Kontrabass bei vielen legendären Aufnahmen. Erst als Mitte der 1950er Jahre der E-Bass nach Chicago kam, stellte er die Arbeit als Studiomusiker ein.
- Chuck Berry: Maybellene, Sweet Little Sixteen, Johnny B. Goode
- Bo Diddley: You Can’t Judge a Book by the Cover
- Eddie Boyd: Third Degree
- Howlin’ Wolf: Spoonful, Wang Dang Doodle
- J. B. Lenoir: Mama Talk to Your Daughter
- Little Walter: Rocker, My Babe, Just Your Fool, Confessin’ the Blues
- Willie Mabon: The Seventh Son
- The Moonglows: Sincerly
- Muddy Waters: Hoochie Coochie Man, I’m Ready, Trouble No More
- Robert Nighthawk: Annie Lee Blues
- Jimmy Reed: Big Boss Man
- Otis Rush: I Can’t Quit You Baby, All Your Love
- Sonny Boy Williamson II.: Nine Below Zero[3]

## Interpretationen bekannter Songs von Willie Dixon
Die nachfolgende Auflistung umfasst sowohl Coverversionen als auch Erstveröffentlichungen und erhebt keinen Anspruch auf Vollständigkeit.
- „29 Ways“ – Marc Cohn, Willie Dixon, The Blues Band
- „300 Pounds Of Joy“ – Howlin’ Wolf, Big Twist and The Mellow Fellows
- „Back Door Man“ – Howlin’ Wolf, The Doors, Grateful Dead, Shadows of Knight, Bob Weir, The Blues Band
- „Big Boss Man“  – Jimmy Reed, Elvis Presley, Grateful Dead, Pretty Things, The Yardbirds
- „Bring It on Home“ – Sonny Boy Williamson II. (Rice Miller), Led Zeppelin, Canned Heat
- „Built for Comfort“ – Howlin’ Wolf, Canned Heat, UFO, Big Twist and The Mellow Fellows
- „Close to You“ – Muddy Waters, Stevie Ray Vaughan, The Doors, Sam Lay, Rock Bottom
- „Crazy for My Baby“ – Willie Dixon
- „Dead Presidents“ – Little Walter, J. Geils Band
- „Diddy Wah Diddy“ – Bo Diddley, Captain Beefheart, Ry Cooder, The Blues Band, Leon Redbone
- „Do Me Right“ – Lowell Fulson
- „Don’t Tell Me Nothin’“ – Willie Dixon – wurde im Film Die Farbe des Geldes verwendet
- „Everything But You“ – Jimmy Witherspoon
- „Evil“ – Howlin’ Wolf, Muddy Waters, Canned Heat, Captain Beefheart & His Magic Band, Monster Magnet, Derek and the Dominos, Gary Moore
- „Help Me“ – Junior Wells, Canned Heat, Ten Years After, George „Harmonica“ Smith, Luther Allison, Van Morrison, The James Cotton Band, Sugar Blue, Peter Green Splinter Group, Billy Branch & Lurrie Bell and the Sons of Blues, Jimmy Witherspoon, John Mayall & the Bluesbreakers und  Johnny Winter
- „Hidden Charms“ – Howlin’ Wolf
- „(I’m Your) Hoochie Coochie Man“ – Muddy Waters, Shadows of Knight, The Nashville Teens, Allman Brothers, Alexis Korner, Steppenwolf, Motörhead, Eric Clapton, Jimi Hendrix, Supertramp
- „I Ain’t Superstitious“ – Howlin’ Wolf, The Yardbirds, Jeff Beck Group, Grateful Dead, Megadeth, Jeff Beck, Savoy Brown Blues Band
- „I Can’t Quit You Baby“ – Little Milton, Otis Rush, John Mayall’s Bluesbreakers, Led Zeppelin, Gary Moore
- „It Don’t Make Sense“ (You Can’t Make Peace) – Styx
- „I Got What It Takes“ – Koko Taylor
- „I Just Want to Make Love to You“ – Muddy Waters, The Sensational Alex Harvey Band, The Kinks, Yardbirds, Shadows of Knight, Mungo Jerry, Grateful Dead, Foghat, Rolling Stones, Etta James, Van Morrison, L.A. Guns, The Animals

„Gone Daddy Gone“ – Violent Femmes; enthält Elemente von „I Just Want to Make Love to You“; später wurde es von Gnarls Barkley gecovert
- „I Want to Be Loved“ – Muddy Waters, Rolling Stones
- „I’m Ready“ – Muddy Waters, Humble Pie, Buddy Guy, Aerosmith, The Blues Band
- „Insane Asylum“ – Koko Taylor, Kathy McDonald & Sly Stone, Diamanda Galás, Asylum Street Spankers, Detroit Cobras
- „Killing Floor“ – Led Zeppelin, Jimi Hendrix, Howlin’ Wolf
- „Let Me Love You Baby“ – Buddy Guy, Stevie Ray Vaughan, Jeff Beck, Muddy Waters, Savoy Brown Blues Band
- „Little Red Rooster“ – Howlin’ Wolf, Sam Cooke, Rolling Stones, Grateful Dead, The Doors, Luther Allison, The Jesus and Mary Chain
- „Mellow Down Easy“ – Little Walter, Paul Butterfield Blues Band, Black Crowes, Carey Bell, ZZ Top
- „My Babe“ – Little Walter, The Spencer Davis Group, John Hammond, Bo Diddley, Muddy Waters, Otha Turner & The Rising Star Fire and Drum Band, Solomon Burke, Elvis Presley
- „My Mind is Ramblin’“ – Rock Bottom
- „Nervous“ – Willie Dixon
- „Pain in My Heart“ – Willie Dixon, Rolling Stones, Otis Redding
- „Pretty Thing“ – Bo Diddley, Pretty Things, Canned Heat
- „Seventh Son“ – Willie Mabon, Mose Allison, Bill Haley, Johnny Rivers, Sting, Climax Blues Band
- „Sin and City“ – Buddy Guy
- „Spoonful“ – Howlin’ Wolf, Muddy Waters, Bo Diddley, Shadows of Knight, Paul Butterfield Blues Band, Cream, Canned Heat, Grateful Dead, Ten Years After, Willie King & The Liberators
- „The Same Thing“ – Muddy Waters
- „Third Degree“ – Eddie Boyd, Johnny Winter, Eric Clapton, Leslie West
- „Three Hundred Pounds of Joy“ – Howlin’ Wolf, Big Twist and The Mellow Fellows
- „Tollin’ Bells“ – Lowell Fulson
- „Too Late“ – Little Milton
- „Too Many Cooks“ – Jessie Fortune, Buddy Guy, Robert Cray
- „Violent Love“ – The Big Three Trio, Oingo Boingo, Dr Feelgood
- „Walkin’ the Blues“ – Willie Dixon, Muddy Waters, Eric Clapton
- „Wang Dang Doodle“ – Koko Taylor, Howlin’ Wolf, Grateful Dead, Savoy Brown, PJ Harvey, Rufus Thomas, The Pointer, The Blues Band, Livin’ Blues
- „Weak Brain, Narrow Mind“ – Willie Dixon
- „When The Lights Go Out“ – Jimmy Witherspoon, Kim Wilson
- „You Can’t Judge a Book by the Cover“ – Bo Diddley, Shadows of Knight, Cactus, The Yardbirds
- „You Know My Love“ – Otis Rush, Gary Moore
- „You Need Love“ – Muddy Waters, Savoy Brown, Small Faces

„Whole Lotta Love“ – Led Zeppelin. Ohne Copyright-Angabe enthält das Lied wesentliche Teile von Dixons „You Need Love“.  Dixon und sein Verleger bekamen Tantiemen nach einem Gerichtsverfahren im Jahre 1985, das mit einem außergerichtlichen Vergleich endete.
- „You Shook Me“ – Muddy Waters, Jeff Beck Group, Led Zeppelin
- „You’ll Be Mine“ – Howlin’ Wolf, Stevie Ray Vaughan
- „Young Fashioned Ways“ – Muddy Waters, Mojo Blues Band

## Sonstiges
In dem Film Cadillac Records aus dem Jahr 2008 wird Willie Dixon von Cedric the Entertainer dargestellt. Seine Söhne Butch und Freddie Dixon sind ebenfalls Bluesmusiker.